# Torre Generali
La Torre Generali, apodada Lo Storto (la retorcida), es un rascacielos de 177 metros y 44 plantas ubicado en la ciudad italiana de Milán. Es el segundo rascacielos más alto de los tres previstos en el proyecto CityLife, cuyo objetivo es la reurbanización de la zona de la antigua Feria de Milán. Una vez completada, será la sede de las oficinas de Milán de la aseguradora italiana Generali.

## Descripción
La torre, proyectada por la arquitecta y diseñadora Zaha Hadid, tendrá 44 plantas y una altura de 175 metros. 39 plantas estarán destinadas a oficinas y acogerán alrededor 3.200 personas. El edificio dispondrá, también, de un aparcamiento privado y subterráneo para alrededor de 380 plazas. El proyecto estructural presenta aspectos innovadores y representa uno de los primeros proyectos que afronta el tema de una torre en torsión enteramente en hormigón.
La estructura está realizada en hormigón y composite. Un núcleo central actúa como principal elemento de rigidez y resistencia horizontal. Los cimientos se articulan sobre una losa maciza y pilotes mixtos para ayudar a que el edificio se asiente. La balsa base es una losa de hormigón de 2,5 m de espesor, que descansa sobre 64 pilotes dispuestos en racimos bajo los principales puntos de carga. Con el fin de resistir los principales efectos de torsión debidos a la disposición de columnas retorcidas, los dinteles de núcleo por encima de las puertas principales presentan soluciones compuestas con un uso mixto de elementos de acero, barras de refuerzo y hormigón. Debido a los efectos específicos de deformación dependientes de la forma, se ha efectuado un análisis de etapas altamente sofisticado tanto para la construcción como para los efectos a largo plazo. Un podio de acero, de forma libre para uso comercial rodea la base del edificio.
La característica distintiva del edificio, del cual deriva también el sobrenombre Storto o retorcido, es la torsión del edificio que viene atenuada conforme aumenta de altura, hasta alcanzar la verticalidad; el vestíbulo de dos plantas de alto, que servirá para acceder a la plaza y la estación de metro subterránea, que contrastará con las líneas sinuosas de la fachada. Finalmente, a los pies de la torre, estará situada una galería comercial. El edificio se distingue, también, por su eficiencia energética.

## Construcción
La construcción del edificio comenzó el 25 de agosto de 2014. Entre el 5 y el 7 de diciembre se realizó un gran vertido de hormigón para la cimentación del edificio, vertiéndose más de 7500 m³. El 15 de abril de 2016 la construcción ha alcanzado la planta 42.

## Transportes
La torre está servida por la línea 5 del Metro de Milán, color lila, que ha sido abierta el 14 de noviembre de 2015
- Trei Torre